# مگدالنا گتز
مگدالنا گتز (انگلیسی: Magdalena Götz؛ زادهٔ ۱۷ ژانویهٔ ۱۹۶۲) عصب‌پژوه، و استاد دانشگاه اهل آلمان است.
او به دلیل مطالعه سلول‌های گلیال مورد توجه قرار گرفته و دارای کرسی در گروه فیزیولوژی دانشگاه لودویگ ماکسیمیلیان مونیخ است.

## زندگی
گتز زیست‌شناسی را بین سالهای ۱۹۸۲ و ۱۹۸۹ در دانشگاه توبینگن، آلمان و زوریخ، سوئیس تحصیل کرد. وی در سال ۱۹۹۲ در آزمایشگاه فردریش-میشر از جامعه ماکس پلانک، توبینگن ارتقا یافت. پس از پیشرفت و تا سال ۱۹۹۶، او همکار فوق تخصص دکتری در انستیتوی ملی تحقیقات پزشکی، لندن و اسمیت کلین بچام، هارلو بود.